# الرموز الأربعة
الرموز الأربعة بالصينية:(四象)؛ Sì Xiàng ، والتي تعني حرفيًا «أربع صور»)، هي أربعة مخلوقات أسطورية من الأبراج الصينية وتظهر على طول مسير الشمس، ويُنظر إليها على أنها حراس الاتجاهات الأساسية الأربعة (الشمال، الجنوب، الشرق، الغرب). يشار إلى هذه المخلوقات الأربعة أيضًا بمجموعة متنوعة من الأسماء الأخرى مثل: «الحراس الأربعة» و «الآلهة الأربعة» و «الوحوش الأربعة المباركون». وهم: التنين الأزرق ويحكم الشرق، الطائر القرمزي ويحكم الجنوب، النمر الأبيض ويحكم الغرب، والسلحفاة السوداء (وتسمى أيضًا «المحارب الأسود») ويحكم الشمال. كما يرتبط كل مخلوق ارتباطًا وثيقًا بالاتجاه واللون، ولكنه يمثل أيضًا جوانب أخرى، بما في ذلك موسم من السنة، وفضيلة، وأحد «العناصر الخمسة» الصينية (الخشب والنار والأرض والمعادن، والماء). كل منها له وكل واحد يمتلك شخصيته ومكان نشأ فيه ورموز دينية، وكجزء من المعتقدات الروحية والدينية تعتبر هذه المخلوقات ذات أهمية ثقافية في بلدان شرق آسيا.

## تاريخ
تم العثور على رسومات للمخلوقات الأسطورية والتي تعود إلى مجموعة حديثة من المخلوقات الأربعة في جميع أنحاء الصين، كما تم العثور على أقدم رسم معروف في عام 1987 في مقبرة في (Xishuipo)(西 水 坡) في بويانغ، خنان، والتي يرجع تاريخها إلى حوالي 5300 قبل الميلاد في القبر المسمى M45 حيث تم العثور على فسيفساء مصنوعة من أصداف المحار والعظام التي تشكل صورًا تشبه إلى حد كبير التنين الأزرق والنمر الأبيض.
تمت تأسيس الرموز القياسية الحديثة في وقت لاحق مع ظهور اختلافات عبر التاريخ الصيني. على سبيل المثال، مخطوطة رونغتشنغ شي التي تم استردادها في عام 1994، والتي تعود إلى حقبة الممالك المتحاربة (حوالي 453 - 221 قبل الميلاد) تعطي خمسة اتجاهات بدلاً من أربعة وتضع الحيوانات بشكل مختلف، ووفقًا لتلك الوثيقة، أعطى يو العظيم لشعبه لافتات توجيهية، مميزة بالشارات التالية: الشمال بطائر، والجنوب به ثعبان، والشرق بالشمس، والغرب بالقمر، والوسط به دب.
في الطاوية -فلسفة صينية تستند إلى كتابات لاو تزو (القرن السادس قبل الميلاد)، وتدعو إلى التواضع والتقوى الدينية-، تم تعيين هويات وأسماء بشرية للرموز الأربعة. يُطلق على التنين الأزرق اسم Meng Zhang 孟 章 ، ويُطلق على الطائر القرمزي اسم Ling Guang 陵 光 ، والنمر الأبيض Jian Bing 監 兵 ، والسلحفاة السوداء Zhi Ming 執 明.
يمكن القول أن الألوان المرتبطة بالمخلوقات الأربعة تتطابق مع ألوان التربة في مناطق الصين: تربة الشرق ذات اللون الرمادي المائل إلى الزرقة، وتربة الجنوب الغنية بالحديد، والتربة المالحة البيضاء في الصحاري الغربية، والتربة السوداء الغنية بالمواد العضوية في الشمال، والتربة الصفراء من هضبة اللوس الوسطى.[3]

## الرموز الأربعة فيكتاب التغييرات
ترتبط الرموز الأربعة ارتباطًا وثيقًا بفلسفة ين يانج (yin-yang)، حيث شرح Fuxi الرموز الأربعة كإحدى مراحل خلق العالم بالطريقة التالية:
| 無極生有極 有極是太極 太極生兩儀 即陰陽 兩儀生四象 即少陰、太陰 少陽、太陽 四象演八卦 八八六十四卦 | Wújí shēng yǒu jí yǒu jí shì tàijí Tàijí shēng liǎngyí jí yīnyáng Liǎngyí shēng sìxiàng jí shǎo yīn, tàiyīn shǎo yáng, tàiyang Sìxiàng yǎn bāguà bābāliù shísì guà | اللامحدود (無極; wuji) ينتج المحدود (有極; youji) ويكافئ المطلق (太極; taiji). المطلق (taji) ينتج القوتان المتعارضتان جينيا:yin-yang) 陰陽): يين الصغير (少陰, shaoyin) ويين الأكبر (太陽)، اللذي يرمز إلى القمر بينما يين الاصغر إلى الشمس وهذان الشكلان ينتجان أربع ظواهر: الظواهر الأربعة (四象 ؛ Sìxiàng) تعمل على التريغرامات الثمانية (八卦 ؛ باغوا) أربعة في أربعة تساوي أربعة وستين "سداسي" (hexagrams) |

## التوافق مع المبادئ الخمسة
تم أيضًا دمج هذه المخلوقات الأسطورية في نظام المبادئ الخمسة، حيث يمثل التنين الأزرق السماوي الخشب، ويمثل الطائر القرمزي في الجنوب النار، ويمثل النمر الأبيض في الغرب المعدن، والسلحفاة السوداء (أو المحارب الأسود) في الشمال تمثل الماء، والعنصر الخامس في هذا النظام، التنين الأصفر ويمثل الأرض. [4]

## التوافق مع الفصول الأربعة
يمثل كل من الرموز الأربعة موسمًا من مواسم العام، فيمثل التنين الأزرق السماوي الربيع، ويمثل طائر القرمزي في الجنوب الصيف ويمثل النمر الأبيض في الغرب الخريف، ويمثل السلحفاة السوداء في الشمال الشتاء.